# Loranca metróállomás
Loranca metróállomás Spanyolország fővárosában, Madridban a madridi metró 12-es vonalán. Tulajdonosa és üzemeltetője a Consorcio Regional de Transportes de Madrid.

## Metróvonalak
Az állomást az alábbi metróvonalak érintik:
- 12-es metróvonal

## Kapcsolódó állomások
A metróállomáshoz az alábbi állomások vannak a legközelebb:
- Hospital de Fuenlabrada (Puerta del Sur, 12-es metróvonal)
- Manuela Malasaña (Puerta del Sur, 12-es metróvonal)